# Regiunea Trnava
Regiunea Trnava (în slovacă Trnavský kraj) este un kraj (regiune) al Slovaciei.

## Demografie

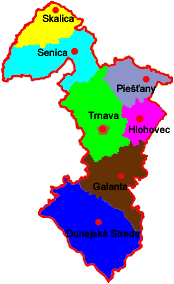
Districtele Trnavský kraj

| An:                | 1994    | 2004    | 2014    | 2024    |
| ------------------ | ------- | ------- | ------- | ------- |
| Număr de persoane: | 547.173 | 553.198 | 558.677 | 565.900 |
| Diferență:         |         | +1,10%  | +0,99%  | +1,29%  |

| An:                | 2023    | 2024    |
| ------------------ | ------- | ------- |
| Număr de persoane: | 566.114 | 565.900 |
| Diferență:         |         | −0,03%  |